# Howdy Wilcox
Howard »Howdy« Wilcox, ameriški dirkač, * 24. junij 1889, Crawfordsville, Indiana, ZDA, † 4. september 1923, Tyrone, Pensilvanija, ZDA.
Aitken je nastopal v prvenstvu Ameriške avtomobilistične zveze (AAA), kjer je osvojil skupno štiri zmage, najboljšo uvrstitev v prvenstvu pa je dosegel leta 1919 z osvojitvijo naslova prvaka. Enajstkrat je nastopil na dirki Indianapolis 500, v letih 1911, 1912, 1913, 1914, 1915, 1916, 1919, 1920, 1921, 1922 in 1923. Na dirki leta 1915 je osvojil najboljši štartni položaj, največji uspeh kariere pa je dosegel z zmago na dirki leta 1919. Svojo drugo pomembnejšo zmago kariere je dosegel na dirki za Veliko nagrado ZDA v sezoni 1916, ko sta z dirkalnikom Peugeot EX5 zmagala skupaj z Johnnyjem Aitken‎om. Leta 1923 se je v starosti štiriintridesetih let smrtno ponesrečil na dirkališču Altoona Speedway.